# Move On (film, 1917)
Move On est un film muet américain de 1917, réalisé par Billy Gilbert et Gilbert Pratt et mettant en vedette Harold Lloyd.

## Fiche technique
- Titre : Move On
- Réalisation : Billy Gilbert et Gilbert Pratt
- Scénario : H. M. Walker
- Production : Hal Roach
- Photographie : Walter Lundin
- Pays de production :  États-Unis
- Format : Noir et blanc - film muet
- Genre : Comédie
- Durée : 5 minutes
- Date de sortie : 
  - États-Unis : 9 décembre 1917

## Distribution
- Harold Lloyd : Chester Fields
- Snub Pollard
- Bebe Daniels
- William Blaisdell
- Sammy Brooks
- William Gillespie
- Bud Jamison
- Gus Leonard
- Belle Mitchell
- Fred C. Newmeyer
- Charles Stevenson